# Borf Anbar
Borf Anbār (farsi برف‌انبار) è una città dello shahrestān di Fereydunshahr, circoscrizione Centrale, nella Provincia di Esfahan. 